# Diocesi di Bergen

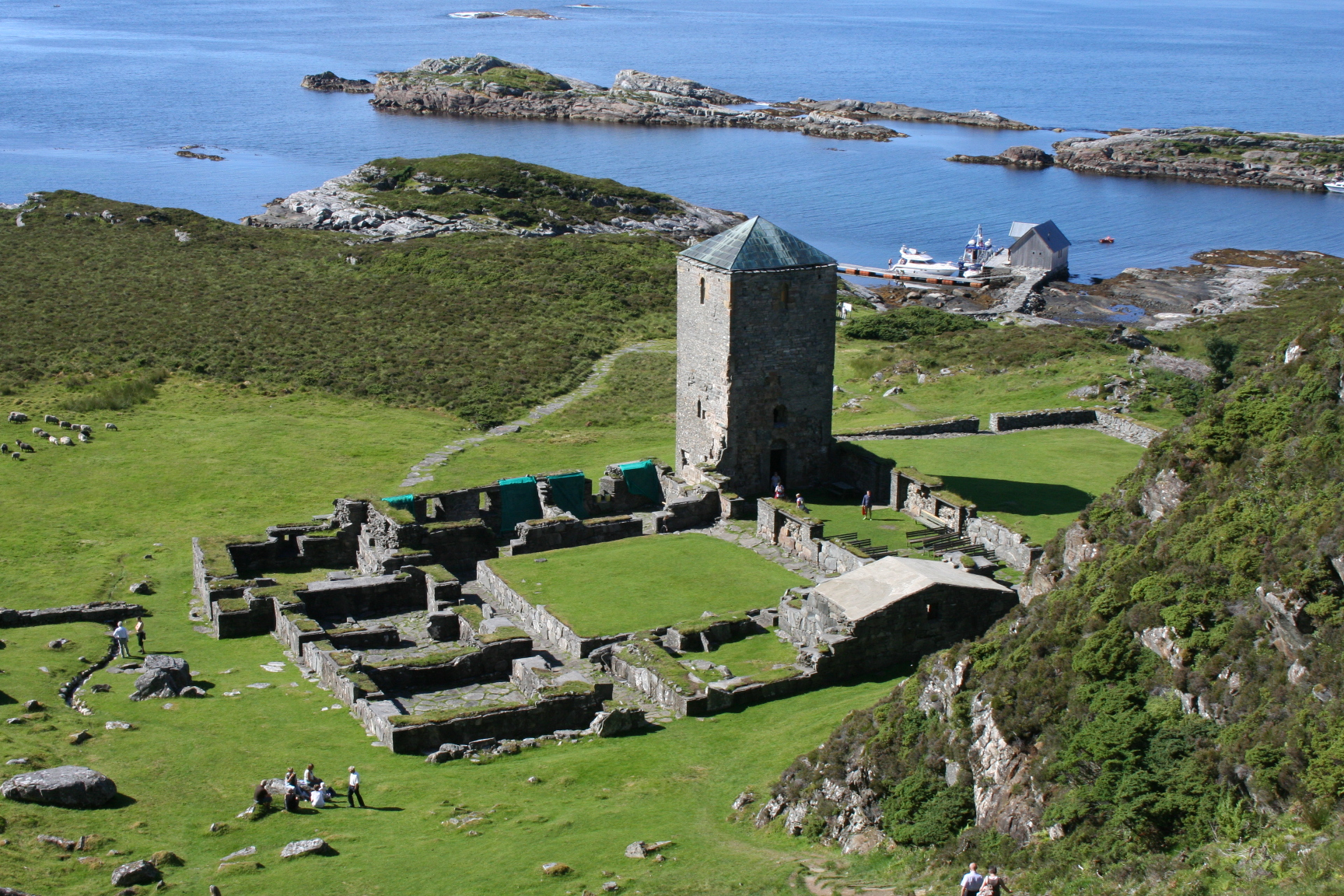
Resti del monastero benedettino di Selje.

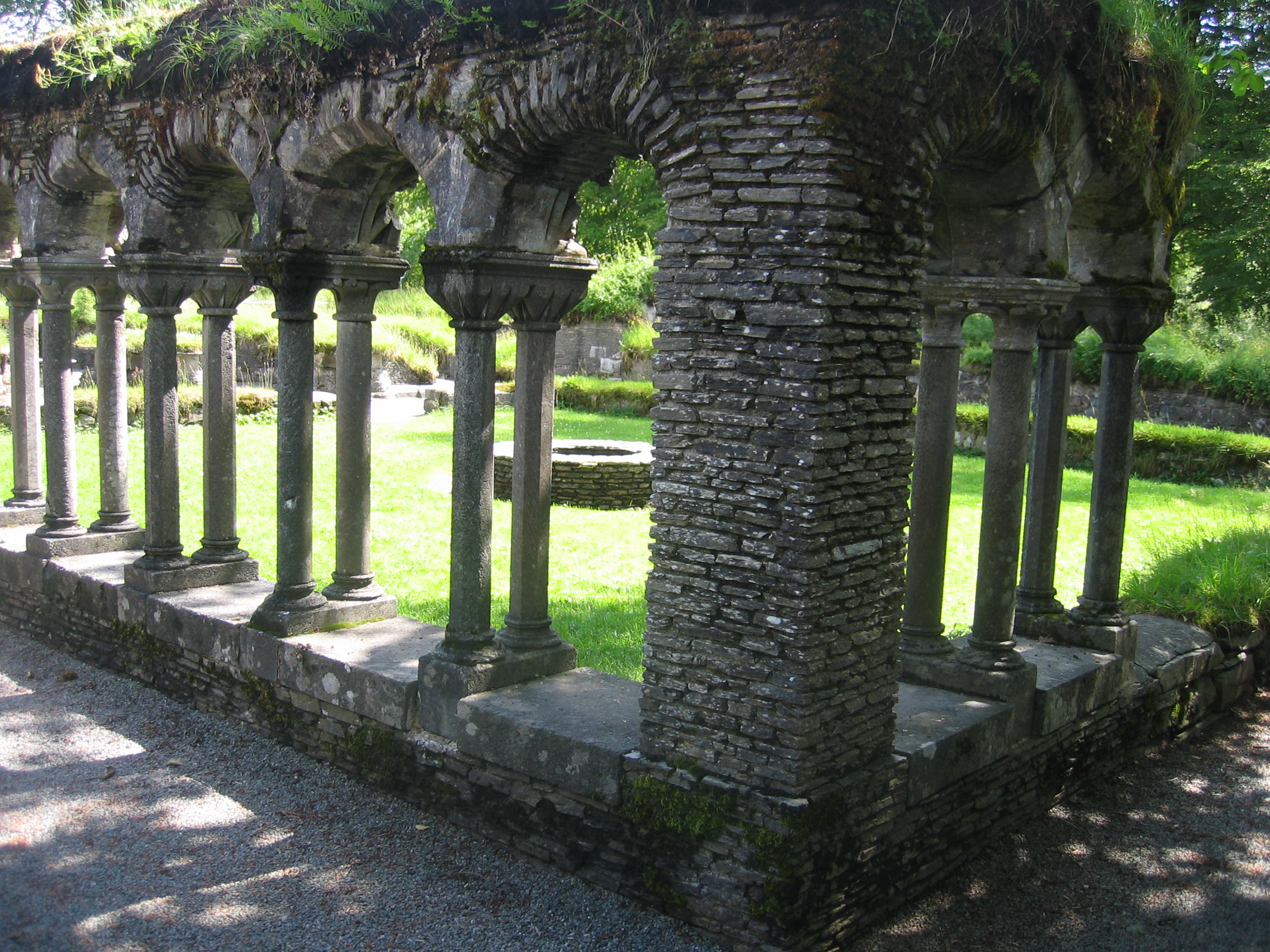
Resti del chiostro dell'abbazia cistercense di Lyse nella contea di Vestland.

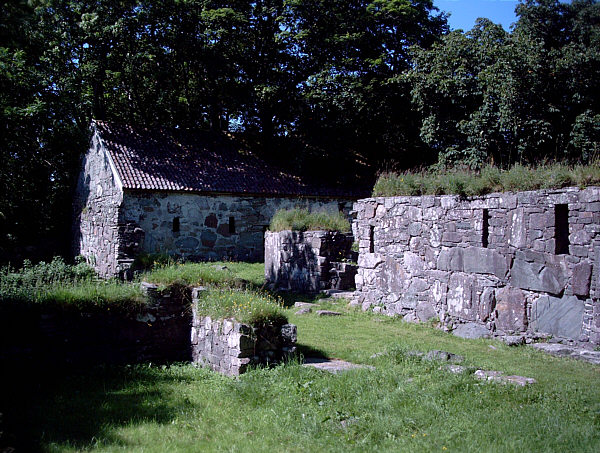
Rovine dell'abbazia agostiniana di Halsnøy.

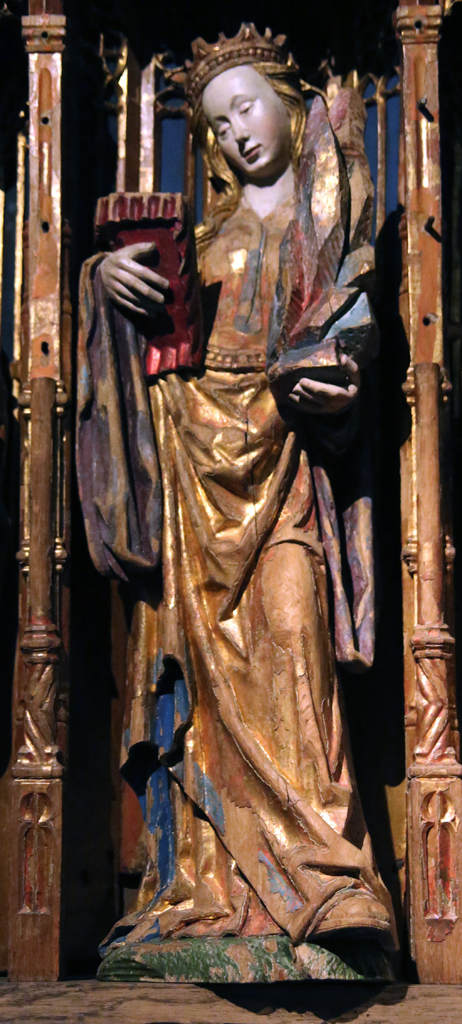
Santa Sunniva.

La diocesi di Bergen (in latino: Dioecesis Bergensis) è una sede soppressa della Chiesa cattolica.

## Territorio
La diocesi comprendeva il territorio dell'odierna contea norvegesi di Vestland.
Sede vescovile era la città di Bergen, dove fungeva da cattedrale la chiesa della Santissima Trinità e di Santa Sunniva, andata distrutta durante l'epoca dell'instaurarsi della riforma protestante.

## Storia
La fondazione della diocesi di Selje risale alla metà circa dell'XI secolo, quando il vescovo missionario Bernardo di Sassonia, consacrato da papa Alessandro II attorno al 1066, si stabilì definitivamente in Norvegia, dopo aver svolto la sua opera missionaria in Islanda su mandato dell'arcivescovo Adalberto di Brema.
La diocesi era anticamente circoscritta alla piccola isola norvegese con il medesimo nome, talvolta indicata anche come Selø, all'imboccatura del Nordfjord. Sull'isola si trovava un monastero benedettino, legato alla memoria e al culto di santa Sunniva, eremita, che, secondo la leggenda, sarebbe sbarcata sull'isola e successivamente vi sarebbe morta, verso la fine del X secolo. Nei pressi della caverna ove l'eremita era solita pregare si trovava la piccola cattedrale.
Verso il 1070 il re Olaf Kyrre fondò la città di Bergen e attorno al 1075 Bernardo di Sassonia vi trasferì la sede episcopale. Inizialmente, la diocesi era suffraganea dell'arcidiocesi di Brema-Amburgo; nel 1104 entrò a far parte della provincia ecclesiastica dell'arcidiocesi di Lund; infine nel 1153 divenne suffraganea dell'arcidiocesi di Nidaros. Nel 1125 Bergen cedette una porzione di territorio a vantaggio dell'erezione della diocesi di Stavanger.
Nel medioevo, la città episcopale divenne un importante centro religioso, ricco di ben cinque conventi e 25 chiese. Tra queste: l'antica ecclesia Trinitatis minor, costruita in legno e distrutta durante le riforma protestante nel 1530; la ecclesia Trinitatis maior, cattedrale della diocesi e sede di un capitolo, che servì da luogo di incoronazione e di sepoltura di diversi re norvegesi; il primo ad esservi incoronato fu Magnus V nel 1164; la chiesa degli Apostoli, il cui prevosto era magister capellarum regis (ossia maestro delle cappelle reali) ed in questa funzione sedeva accanto ai vescovi nel consiglio del regno. Durante la riforma la maggior parte di questi edifici andò distrutta, ad eccezione della chiesa francescana di Sant'Olav, attuale duomo della città.
A Bergen si svolsero diversi sinodi provinciali di Nidaros. Il primo si svolse nel 1164, presieduto dall'arcivescovo Sant'Agostino Erlendsson e alla presenza del legato papale Stefano di Orvieto; le sue decisioni mirarono a mettere al riparo i beni ecclesiastici dall'avidità dei laici e a togliere agli stessi laici il diritto di nomina dei parroci, soprattutto nelle campagne; inoltre fu ribadito l'obbligo del celibato per i preti. Altri concili provinciali si celebrarono nel 1278, nel 1280, nel 1320, nel 1327, nel 1345, nel 1435 e l'ultimo nel 1438.
La riforma protestante fu introdotta in Norvegia nella prima metà del XVI secolo, imposta dai re danesi, padroni del Paese, ma con scarsa resistenza da parte del clero cattolico. L'ultimo vescovo in comunione con la Santa Sede fu Olav Thorkelsson; alla sua morte nel 1535, Bergen cessò di essere una città cattolica.

## Cronotassi dei vescovi
- Bjarnvard † (? - circa 1090 deceduto)[1]
- Magne † (? - circa 1130 deceduto)
- Svein ? †
- Ottar †
- Sigurd † (prima dell'8 agosto 1139 - 1156 deceduto)
- Pål † (1156 - 1194 deceduto)
- Martin † (prima del 27 giugno 1194 - 1216 deceduto)
- Håvard † (1216 - 1224 deceduto)
- Arne † (prima del 1226 - 1256 deceduto)
- Peter † (19 agosto 1257 - 1270 deceduto)
- Askatin † (1271 - 1277 deceduto)
- Narve, O.P. † (1278 - 16 ottobre 1304 deceduto)
- Arne Sigurdsson † (dicembre 1304 - 1314 deceduto)
- Audfinn Sigurdsson † (1314 - dopo il 24 aprile 1330 deceduto)
- Håkon Erlingsson † (1331 - dopo il 28 maggio 1342 deceduto)
- Torstein Eiriksson † (1343 - 1349 deceduto)
- Gisbrikt Erlendsson † (1349 - 1370 deceduto)
- Benedikt Ringstad, O.P. † (14 gennaio 1370 - ? deceduto)
- Jakob Jensson, O.P. † (7 aprile 1372 - 4 aprile 1401 nominato vescovo di Vaison)[2]
- Jakob Knutsson † (4 aprile 1401 - 10 settembre 1407 nominato vescovo di Oslo)
- Aslak Hartviktsson Bolt † (14 gennaio 1408 - 27 dicembre 1429 nominato arcivescovo di Nidaros)
- Arend Klementssøn † (14 agosto 1431 - 1434 deceduto)
- Olav Hartviktson † (1434 - circa 1450 deceduto)
- Thorleiv Olavsson † (14 aprile 1451 - 1º settembre 1455 deceduto)
- Paolo Giustiniani † (11 marzo 1457 - 24 marzo 1460 nominato vescovo di Noli)
- Finnboge Niklasson † (25 febbraio 1462 - 15 maggio 1474 deceduto)
- Hans Teiste † (2 dicembre 1474 - 1505 deceduto)
- Andor Ketilsson † (27 novembre 1506 - 1º giugno 1522 deceduto)
- Olav Thorkelsson † (14 aprile 1523 - 23 maggio 1535 deceduto)